# エドワード・ニコラス

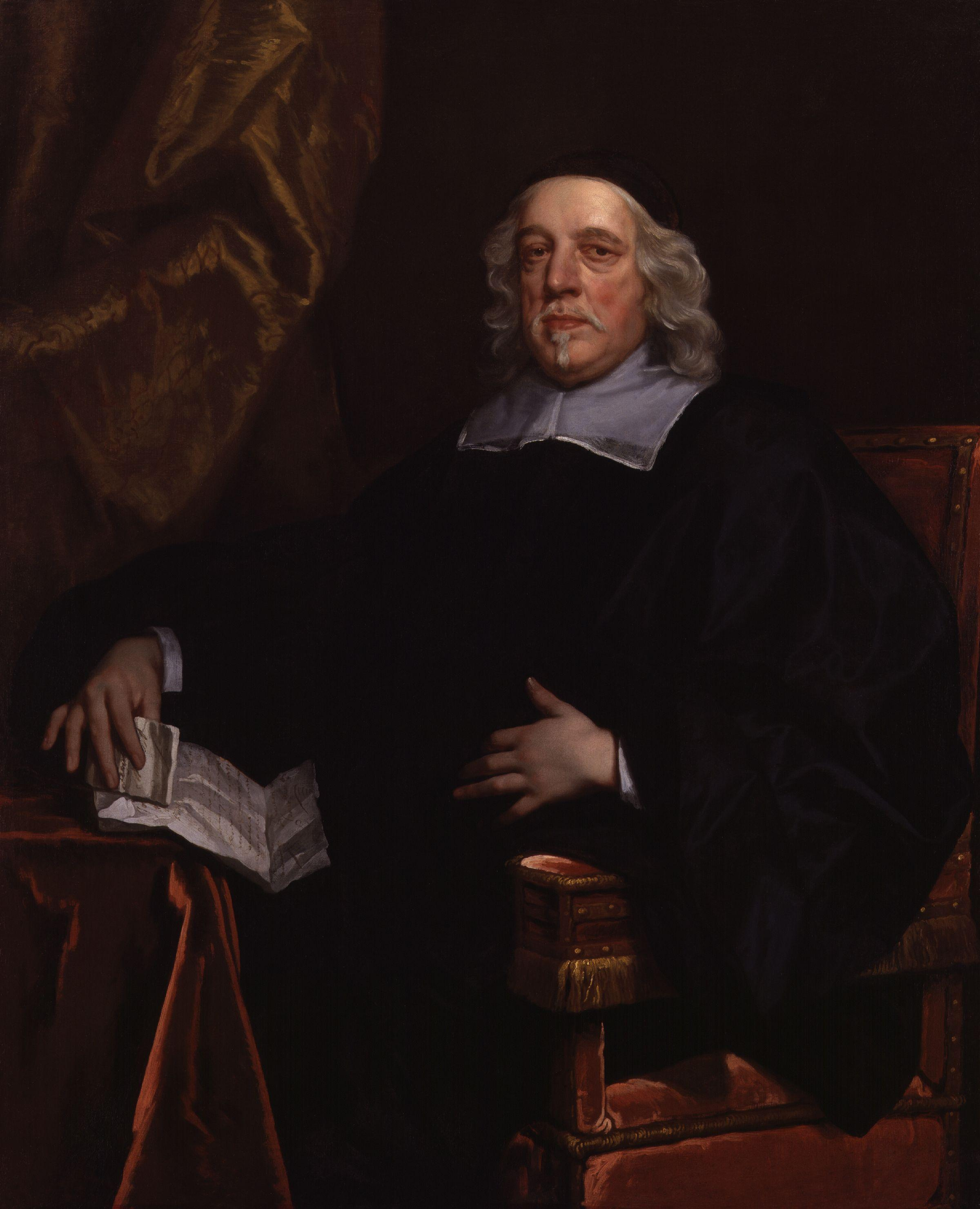
エドワード・ニコラス（ピーター・レリー画）

サー・エドワード・ニコラス（英：Sir Edward Nicholas, PC, 1593年4月4日 - 1669年）は、清教徒革命（イングランド内戦）から王政復古期のイングランドの官僚、政治家。イングランド王チャールズ1世・チャールズ2世父子に仕え、国王秘書長官や南部担当国務大臣を務めた。
1621年から1629年までは庶民院議員であり、その時期にズーチ男爵エドワード・レ・ズーチやバッキンガム公ジョージ・ヴィリアーズの秘書も兼ね、枢密院の事務官にも選ばれた。内戦では王党派を支持して亡命した。

## 生涯
ジョン・ニコラスの息子としてウィルトシャーで生まれ、ソールズベリーのグラマースクール、ウィンチェスター・カレッジ、オックスフォード大学クイーンズ・カレッジで勉強した。
ミドル・テンプルで法律を学んだ後、1618年に五港長官のズーチ男爵エドワード・レ・ズーチの下で海事関係の秘書に就任した。1621年にウィンチルシー選挙区から庶民院議員に選出（1624年再選）、ズーチ男爵が1624年に五港長官を辞職した時、後任の五港長官のバッキンガム公ジョージ・ヴィリアーズに引き続き秘書として仕えた。翌1625年にアドミラルティ（海軍本部）担当私設秘書と枢密院事務官も兼任、1628年にドーバー選挙区から選出され、翌1629年に国王チャールズ1世が議会解散するまで議員を在任、議会解散のチャールズ1世の演説原稿の一部を書き加えた。
1628年8月に海軍卿（ロード・ハイ・アドミラル）バッキンガム公が暗殺されると、チャールズ1世に献言して海軍委員会の設置およびロード・ハイ・アドミラルの一部の権限を王権に組み入れ、同年9月20日に大蔵卿リチャード・ウェストンを筆頭コミッショナーとするアドミラルティ・ボードが創設された。これは元々バッキンガム公が残した負債に苦しむ未亡人キャサリンの救済という目的から編み出された提案だったが、アドミラルティ・ボードは海軍全般を取り仕切り、後に改編・発展していった。また海軍委員会秘書を務めたニコラスは船舶税の徴収担当も兼ねることになるが、上司のウェストンが財政窮乏を理由に海軍経費を切り詰めたことに不満を抱き、手紙で知り合いの海軍軍人達と共に海軍が貧弱になりつつあることとウェストンへの批判を交わし合っている。
1635年から1641年まで評議会事務官を務めた間、イングランド各地で船舶税徴収の監督に当たり、はかばかしくない成果を前にして、徴税担当のシェリフに怠慢があれば賠償か召喚の善後策を枢密院に提示したり、自らシェリフに応対して彼等の苦情を受け付けたり、叱責の手紙をシェリフへ送りつけ、徴税を督促したりしている。船舶税には海軍経費を財務府から独立させるための財源という意味があったが、徴収領域を沿岸から内陸へと拡大したことと臨時課税のはずの船舶税を繰り返し徴収したことは納税者の怒りを買い、ジョン・ハムデンが船舶税不払いで裁判にかけられたことで船舶税は収益が激減、ニコラスが企図していた海軍経費独立は挫折、1641年に船舶税は長期議会で廃棄された。ただし議会も海軍の必要性は承知していたため、船舶税から関税に収入を切り替えて海軍建設を続け、海軍経費独立は議会の手で実現されることになる。
第一次イングランド内戦が始まる前の1641年にチャールズ1世がスコットランドへ行った時、ロンドンに残り議会の動向を知らせる役目を負い、国王が帰還するとナイトに叙任された。国王支持者を増やすべくエドワード・ハイド（後のクラレンドン伯爵）らと接触、議会寄りと見られた国王秘書長官ヘンリー・ベイン・ジ・エルダーを国王が罷免、後任の国王秘書長官と枢密顧問官に任命された。しかし内戦中の1643年にチャールズ1世がディグビー男爵ジョージ・ディグビーをもう1人の国王秘書長官に任命すると、次第にディグビー男爵の方へ信頼を寄せていった国王はアイルランド・カトリック同盟から援軍を引き出す計画を2人だけで進め、ニコラスは関わりを持たなかった。それでも国王に忠実に仕え、1644年のオックスフォード議会に出席する一方でハイドと共に和睦を願い、1645年1月から2月にアクスブリッジで開かれた議会派との和睦交渉に加わっている。
5月にチャールズ1世がオックスフォードから出撃すると留守に残され、遠征中の国王から戦況に楽観的な内容の手紙を送られたが6月のネイズビーの戦いで国王軍は惨敗、9月にチャールズ1世が甥のカンバーランド公ルパートとウィリアム・レッグを軍から排除した時は2人の拘束を命令され、ルパートの国王宛ての手紙を送り届けた。フランスへ亡命してからはチャールズ王太子（後のチャールズ2世）の信頼を得た。
チャールズ1世の死後は大陸で亡命生活を続け、ハイドらと善後策を協議したが、母后ヘンリエッタ・マリア・オブ・フランスに疎まれ王太子への助言を阻まれた。1654年に王太子から国王秘書長官に任じられたが、貧困に苦しみハーグなど場所を転々として暮らした。
1660年の王政復古で帰国を果たし、国王秘書長官から分割された新設の南部担当国務大臣に就任した（北部担当国務大臣はウィリアム・モーリス）。枢密顧問官にも復帰してクラレンドン伯に叙爵され大法官も兼任したハイドを支えたが、1662年に老齢のため引退した。以後はカリュー・ローリー（ウォルター・ローリーの息子）から購入したサリーにある荘園、ウェスト・ホースリーの屋敷（カントリー・シート）で生活、1669年に亡くなるまで過ごした。

## 家族
ヘンリー・ジェイの娘ジェーンと結婚、数人の子を儲けた。うち息子ジョンは枢密院書記官となり、娘スザンナはレインズバラ子爵ジョージ・レインの2番目の妻となった。
また、弟のマシュー・ニコラスはブリストル首席司祭、セント・ポール首席司祭を歴任した。